# Star Dust
Star Dust es un videojuego del tipo arcade realizado por la compañía española de videojuegos Topo Soft en 1987 para los ordenadores de 8 bits Sinclair ZX Spectrum, MSX, Amstrad CPC y en 16 bits para PC.
El juego combina dos estilos de este género: el combate de naves y el de hombre a hombre. Esto dividió en dos fases distintas, dispone de un rápido movimiento. 
Este juego salió a la vez que Desperado y en el Reino Unido fue publicado por Kixx, uno de los sellos de software barato de U.S. Gold.

## Argumento
Pilotamos un astrocaza con cuatro escudos que irán despareciendo a medida que reciben impactos. Al quinto el caza se desintegrará. El objetivo es destruir el generador del escudo que protege a la flota enemiga. Para ello se deben superar seis Supercruceros hasta llegar a la nave insignia,
donde está el generador. Desde los supercruceros nos atacarán cazas, cúpulas de defensa, misiles, minas, generadores de barrera...
Una vez en el crucero insignia, comienza la fase dos, donde el protagonista continúa a pie, luchando hasta llegar a los seis paneles del generador que hemos de destruir y, tras lanzar los proyectiles necesarios, debe de huir en su caza para evitar ser destruido en la explosión.

## Autores
- Programa : Javier Arévalo Baeza, Juan Carlos Arévalo Baeza, Gonzalo Martín Erro.
- Gráficos : Juan Carlos Arévalo Baeza y Julio Martín Erro.
- Música : Gominolas
- Pantalla de carga : Javier Cano Ciruelas.
- Carátula : Alfonso Azpiri